# Lista de membros fundadores da Royal Society
Esta é uma lista completa de membros fundadores da Royal Society.

## Fellows eleitos em 1660
- William Ball (1627–1690)
- William Brouncker (1620–1684)
- Jonathan Goddard (1617–1675)
- Abraham Hill (1633–1721)
- Sir Robert Moray (1608–1673)
- Sir Paul Neile (1613–1686)
- Sir William Petty (1623–1687)
- Lawrence Rooke (1622–1662)

## Fellows eleitos em 1663
- Robert Boyle (1627–1691)
- Alexander Bruce, 2nd Earl of Kincardine (1629–1681)
- John Wilkins (1614–1672)
- Sir Christopher Wren (1632–1723)